# Bezovka (hostinec)
Bezovka (Fliedermühle) je zaniklý hostinec a bývalý mlýn v Praze 3-Žižkově. Původně stál pod západním svahem vrchu svatého Kříže na konci Prokopovy ulice v místech křižovatky s ulicí Rokycanova. Byl zbořen kvůli průtahu Prokopovy ulice ve směru k Olšanům. Přibližně 70 metrů východně od místa zaniklé hlavní budovy se nachází jediná dochovaná stavba areálu – dvoupatrová vila, která je chráněna jako kulturní památka České republiky. 

## Historie

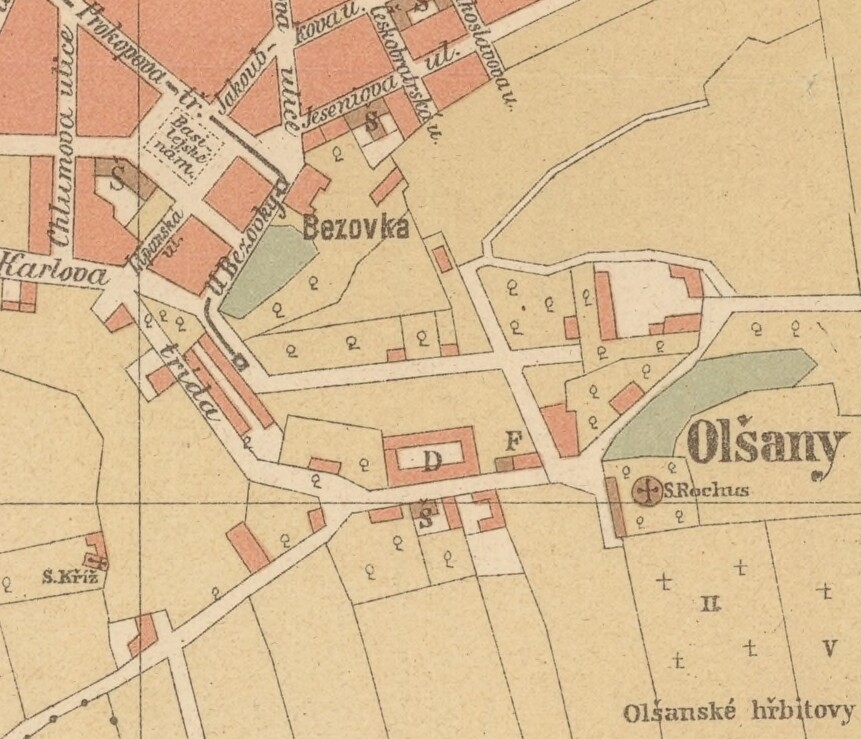
Bezovka na Hurtigově Plánu Prahy s okolím z roku 1885.

Fliedermühle býval vodní mlýn se zájezdní hospodou. Ještě v polovině 19. století stál na severozápadní straně malého průtočného rybníka, ze kterého vytékal potok tekoucí do Vltavy přes Karlín. Ve 2. polovině 19. století jej majitel, olšanský statkář Güttling, výrazně přestavěl podle vzoru vídeňských a berlínských zahradních zábavních podniků. Novou patrovou stavbu navrhl a roku 1876 realizoval pražský stavitel Josef Kalkus. Na okolních pozemcích hostince vznikla velká zahrada, z rybníka parkové jezírko uprostřed. Vlastníkem pozemků a provozovatelem hostince byl do roku 1908 Karel Cífka (hoteliér).
Od roku 1883 od hostince vedla první ze čtyř koněspřežných tratí na Staroměstské a Malostranské náměstí. Se svým putovním biografem zde deset dní v březnu roku 1904 hostoval průkopník kinematografie Dismas Šlambor, alias Viktor Ponrepo.

### Spolková činnost
Hostinec vykoupil roku 1908 Výbor rady Žižkova a budovu nechal přestavět, zejména rozšířit taneční sál. V Bezovce se konaly bály, maškarní plesy a taneční zábavy a pořádaly se zde výstavy. Prostory se využívaly také jako tělocvična pro Dělnickou tělovýchovnou jednotu. V zadním traktu bývala nějaký čas mateřská škola, v 1. patře měl svoji dílnu varhanář Emanuel Štěpán Petr. Na zahradě se promítalo v letním kině, pořádaly se ohňostroje a závody v balonovém létání.
Hostinec sloužil také jako místo pro spolkové schůze a shromáždění. Například v září roku 1917 se zde konala schůze Sociální demokracie, při které nacionalisté napadli Bohumila Šmerala.

### Zánik
Hostinec byl zbořen roku 1936 při prodloužení Prokopovy ulice směrem k Olšanům. Dochoval se pouze dvoupatrový dům stojící východně od křižovatky Prokopovy a Rokycanovy ulice.
Nedaleko Bezovky se nachází Protiatomový bunkr Parukářka – protiatomový kryt v podzemí vrchu svatého Kříže, vybudovaný v letech 1950–1955.